# Pintiini
Pintiini är ett australiskt språk som talades av 250 personer år 1983. Pintiini talas i Väst-Australien. Pintiini tillhör de pama-nyunganska språken.